# Lijst van voetbalinterlands Bermuda - Dominicaanse Republiek (vrouwen)
Deze lijst van voetbalinterlands is een overzicht van alle officiële voetbalinterlands tussen de nationale vrouwenteams van Bermuda en de Dominicaanse Republiek. De landen hebben tot nu toe vijf keer tegen elkaar gespeeld.

## Wedstrijden
| № | Plaats        | Datum             | Competitie                                       | Wedstrijd                        | Uitslag |
| - | ------------- | ----------------- | ------------------------------------------------ | -------------------------------- | ------- |
| 1 | onbekend      | 8 mei 2006        | Noord-Amerikaans kampioenschap 2006 kwalificatie | Dominicaanse Republiek − Bermuda | 3 − 1   |
| 2 | San Cristóbal | 7 juli 2011       | Olympische Spelen 2012 kwalificatie              | Dominicaanse Republiek − Bermuda | 1 − 0   |
| 3 | Santo Domingo | 8 april 2022      | Noord-Amerikaans kampioenschap 2022 kwalificatie | Dominicaanse Republiek − Bermuda | 1 − 0   |
| 4 | Devonshire    | 22 september 2023 | CONCACAF W Gold Cup 2024 kwalificatie            | Bermuda − Dominicaanse Republiek | 2 − 0   |
| 5 | Santo Domingo | 5 december 2023   | CONCACAF W Gold Cup 2024 kwalificatie            | Dominicaanse Republiek − Bermuda | 2 − 0   |

## Samenvatting
| Competitie                                  | Totaal gespeeld | Winst Bermuda | Gelijk | Winst Dominicaanse Republiek | Doelsaldo Bermuda – Dominicaanse Republiek |
| ------------------------------------------- | --------------- | ------------- | ------ | ---------------------------- | ------------------------------------------ |
| Olympische Spelen kwalificatie              | 1               | 0             | 0      | 1                            | 0 − 1                                      |
| Noord-Amerikaans kampioenschap kwalificatie | 2               | 0             | 0      | 2                            | 1 − 4                                      |
| CONCACAF W Gold Cup kwalificatie            | 2               | 1             | 0      | 1                            | 2 − 2                                      |
| Totaal                                      | 5               | 1             | 0      | 4                            | 3 − 7                                      |